# George Gordon (politiker)

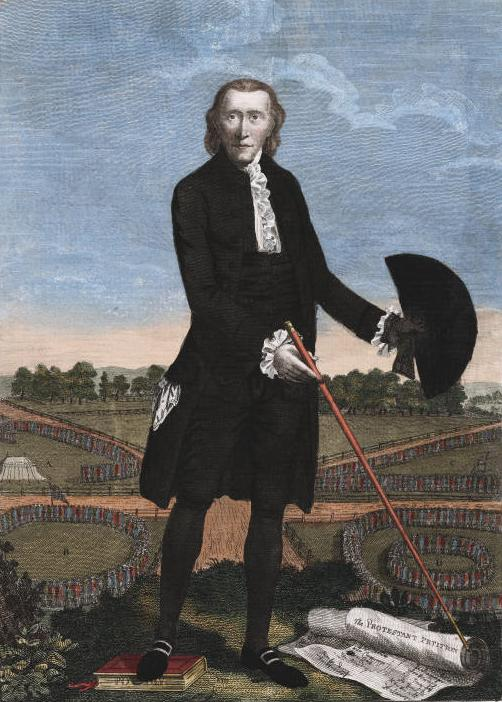
Gordon som ledare för den protestantiska föreningen.

Lord George Gordon, född den 26 december 1751, död den 12 november 1793, var en brittisk politiker, bror till Alexander Gordon, 4:e hertig av Gordon.
Gordon är känd för sin excentricitet och för sin agitation vid "no-popery-upploppet" ("ingen papism") 1780. Han tjänade några år vid brittiska flottan och var 1774-1781 parlamentsledamot. Då parlamentet 1778 antagit en lag, som gav katolikerna större fri- och rättigheter, grundade Gordon 1779 en protestantisk förening, som skulle verka för upphävande av lagen.
Som föreningens president höll han 29 maj 1780 ett massmöte med tusentals deltagare och lade i underhuset fram en petition om lagens avskaffande, medan hans anhängare hotfullt flockade sig i korridorerna. Upproret i London växte dag för dag, katolska kapell förstördes, 6 juni hotade en uppretad folkmassa parlamentet, men förmåddes av Gordon att ge sig iväg. Därefter brände de Newgatefängelset och befriade fångarna även i andra fängelser. Gordon hade redan 5 juni förgäves manat till lugn, men lyckades inte längre behärska de krafter han initierat. 8 juni kuvades upploppet av regeringens trupper, Gordon häktades och anklagades för högförräderi, men frikändes i februari 1781. 
1786 uppträdde han till försvar för Cagliostro och smädade därvid franska drottningen; för detta och för ett våldsamt anfall på rättskipningen och fängelseförvaltningen i England dömdes han 1787 till fem års fängelse. Han hade då - efter några närmanden till kväkarna - övergått till judendomen och i fängelset följde han noga sin nya religions sedvänjor. Han kunde efter strafftidens utgång inte ställa borgen för gott framtida uppförande, och stannade därför i Newgate-fängelset där han dog. 
Gordon och 1780 års upplopp skildras i Charles Dickens Barnaby Rudge; en doktor Watson gav 1795 ut en panegyrisk biografi över honom.